# Лухнев, Павел Степанович
Павел Степанович Лухнев (18.1.1921, Иркутская область — 15.01.2001) — командир отделения разведки 118-го гвардейского артиллерийского полка 35-й гвардейской стрелковой дивизии 8-й гвардейской армии 1-го Белорусского фронта, гвардии сержант.

## Биография
Родился 18 января 1921 года в селе Куяда ныне Эхирит-Булагатского района Усть-Ордынского Бурятского округа Иркутской области в семье рабочего. Русский. Окончил 4 класса. Работал плотником на молокозаводе столице Якутии — города Якутска.
В Красную Армию призван в августе 1941 года Якутским горвоенкоматом Якутской АССР. В боях Великой Отечественной войны с декабря 1941 года.
Командир отделения разведки 118-го гвардейского артиллерийского полка гвардии сержант Павел Лухнев 7 августа 1944 года обнаружил две артиллерийские батареи противника. Одна батарея из четырёх пушек по его целеуказанию была поражена. В бою за польскую деревню Грабно Воля 10 августа 1944 года отважный артиллерийский разведчик заменил раненого заряжающего орудия, истребил свыше десятка гитлеровцев. Приказом от 25 октября 1944 года гвардии сержант Лухнев Павел Степанович награждён орденом Славы 3-й степени.
14 января 1945 года гвардии сержант Лухнев обнаружил около города Гловачув, расположенного в 24-х с половиной километрах восточнее города Бялобжеги две миномётные батареи, в районе города Травка, что в километре восточнее города Гловачув, батарею 6-ствольных минометов и батарею 105-миллиметровых орудий противника. Все они были подавлены или уничтожены огнём артдивизиона по целеуказанию Лухнева. В бою 15 января 1945 года отважный гвардеец из личного оружия уничтожил двух гитлеровцев. Приказом от 11 марта 1945 года гвардии сержант Лухнев Павел Степанович награждён орденом Славы 2-й степени.
В апреле 1945 года, находясь в боевых порядках пехоты, командир отделения разведки 118-го гвардейского артиллерийского полка гвардии сержант Павел Лухнев обнаружил два дзота, шесть пулемётов, которые по его целеуказаниям были разбиты. В ходе уличных боев в столице гитлеровской Германии — городе Берлине бесстрашный гвардеец вывел из строя шесть солдат и офицера противника. Он был тяжело ранен, но поля боя не покинул. Указом Президиума Верховного Совета СССР от 15 мая 1946 года за образцовое выполнение заданий командования в боях с немецко-фашистскими захватчиками гвардии сержант Лухнев Павел Степанович награждён орденом Славы 1-й степени, став полным кавалером ордена Славы.
В 1946 году гвардии старшина Лухнев П. С. демобилизован. Вернулся на родину. До ухода на заслуженный отдых работал плотником в колхозе. Последние годы жил в городе Иркутске, где и скончался 15 января 2001 года. Похоронен на кладбище села Захал Эхирит-Булагатского района, рядом с могилой жены.
Награждён орденом Отечественной войны 1-й степени, орденом Красной Звезды, орденами Славы 1-й, 2-й и 3-й степени, медалями.
Именем полного кавалера ордена Славы названа улица в селе Дундай Боханского района, а в Иркутске, в память о нём, установлена мемориальная доска.